# سميرة الشابندر
سميرة فاضل عباس الشابندر الزوجة الثانية لصدام حسين.

## عنها
تنحدر سميرة الشابندر من إحدى الأسر الغنية وكان والدها تاجرًا، تعرف عليها صدام وتزوجها من خلال طباخه الأول كامل حنا ججو، بالسر دون علم زوجته الأولى، [محل شك] أثارت هذه العلاقة حنق زوجة صدام الأولى ساجدة خير الله طلفاح وابنه عدي الذي أحس أن هذه العلاقة هي إهانة لوالدته.
هذا الزواج سبب شرخًا في العلاقات الأسرية لصدام حسين حيث قام نجله البكر عدي بقتل كامل حنا لأنه كان يعتقد بأن كامل هو من تسبب في إحداث هذا الشرخ العائلي. يرجح [وفقًا لِمَن؟] أنها قد تكون ساعدت في كشف معلومات مهدت لاعتقاله في عملية الفجر الأحمر خصوصا مع المكافئة التي حددت لذلك والمقدرة بـ 25 مليون دولار، ولكن هذا الكلام بعيد عن الصحة لأن الرئيس العراقي السابق صدام حسين قد ألقي القبض عليه نتيجة لخيانة صاحب المنزل الذي كان يقطن فيه الرئيس باعترافه هو. وهي تقيم في بيروت، وتم تجسيد شخصيتها بشكل بارز في مسلسل بيت صدام الذي أنتجته البي بي سي والذي عرض في عام 2008م.

## أبو ابنها
سئل علي النِّدا حسين العمر في سنة 2007م، وكان حينئذٍ شيخَ عشيرة البيكات التي ينتسبُ إليها صدام، سئل الشيخ عن عدد زوجات صدام فقال «صدام لم تكن له إلا زوجتين، الأولى أم عدي وقصي وهي ساجدة خير الله طلفاح، والثانية تزوجها بعد فترة وهي (سميرة الشاهبندر) وتزوجها وعمرها 40 عاماً تقريباً، ولم تنجب منه أولاد»، وسئل عن علي الذي يقال إنه ابن سميرة الشابندر، الذي يقال إنه ابنها من صدام حسين، فقال «لا.. لا يوجد لا أمُّ علي ولا أي شيء من هذا القبيل، فهو لم يتزوج إلا أمَّ عدي، أما الشاهبندر فكانت كبيرة في السن وغير متأكدين من أنه أنجب منها، ولها ابن طيار من زوجها السابق، ولا أعرف أين تعيش حالياً، وحتى إعلان الزواج لم نعرف به ولكننا سمعنا عنه، وهذه قضية شخصية خاصة به». وقال أرشد ياسين الناصري في يوم 3 نيسان 2020 «إلى جميع محبي الشهيد صدام حسين: لا يوجد للرئيس الشهيد أولاد غير الشهيد عدي صدام حسين والشهيد قصي صدام حسين غفر الله لهم وأسكنهم فسيح جناته من السيدة ساجدة خيرالله طلفاح فقط وظهور هذا العلي في هذا الوقت هو تشويه لسمعة الرئيس الشهيد صدام حسين غفر الله له وأسكنه فسيح جناته.. يبقى أبا الليثين جبل شامخ لا تهزه رياح السفلة امثال هؤلاء مروجي هذه الامور السخيفة وأنا شاهد على العصر والله على ماأقول شهيد. اخوكم اللواء الطيار أرشد ياسين الناصري المرافق الأقدم للشهيد صدام حسين». وأُذيعت في قناة العربية، يوم 19 شباط سنة 2021، مقابلة مع رغد بنت صدام حسين، سُئلتْ عما يقال إن لصدام ابناً غير معلن عنه رسمياً، فقالت «والدي قال لوالدتي على المائدة: يا ساجدة أنا عندي 5 أبناء هم عدي وقصي ورغد ورنا وحلا، وأخاف أن يأتي يوما يقول فيه أحدهم أنه ابني».